# Conférence consultative tunisienne
La Conférence consultative tunisienne est un organe consultatif mis en place durant le protectorat français de Tunisie.
Il s'agit d'une institution hybride, embryon de parlement auquel on donne une voix consultative dans l'examen du budget de la Tunisie. Elle est présidée par le résident général de France ou son représentant. Le domaine de ses délibérations est initialement strictement délimité : à l'interdiction d'aborder toute question d'ordre politique ou constitutionnel s'ajoutent la restriction concernant l'organisation financière, les règles de la comptabilité publique et les ressources et emplois du trésor public. Enfin s'imposent de plein droit à la Conférence les dépenses dites « obligatoires » concernant la liste civile du bey et les dotations et services de la famille husseinite d'une part, les services de la dette tunisienne et les dépenses de gestion des services français d'autre part (art. 8 du décret du 2 février 1907).
Si ses attributions restent toujours très limitées, l'évolution du mode de désignation de ses délégués est représentative de la propagation des idées nationalistes. Malgré les restrictions apportées par le gouvernement du protectorat au choix des délégués, elle permet l'émergence d'une génération d'hommes politiques, comme Abdeljelil Zaouche, Tahar Ben Ammar et M'hamed Chenik, qui négocie avec le gouvernement français les conditions d'accès à l'indépendance de la Tunisie.

## Historique

### Débuts (1891-1907)
À partir de 1688, la communauté française à Tunis est représentée auprès du consul de France par deux députés de la Nation qui transmettent les doléances de leurs concitoyens, négociants dans une très grande majorité.
Le 23 juin 1885, après l'instauration du protectorat français, ils sont remplacés par une chambre de commerce dont le champ d'action s'étend à tout le territoire et concerne l'agriculture et l'industrie aussi bien que le négoce. Dans l'esprit du résident général de France Paul Cambon, cette assemblée est chargée de représenter l'ensemble de la colonie française mais ses membres, favorables à l'annexion de la Tunisie à la France, refusent le rôle qui leur est assigné. Ils sont soutenus dans leurs démarches par le député Honoré Pontois, ancien magistrat à Tunis, qui dépose en juin 1890 une proposition de loi « ayant pour objet de faire nommer par la colonie française de Tunisie, des délégués chargés de défendre auprès des pouvoirs publics les intérêts de la France dans la régence ». La proposition est rejetée mais l'alerte a été chaude. C'est pourquoi, une lettre du ministre français des Affaires étrangères Alexandre Ribot en date du 24 octobre 1890 invite le résident général Justin Massicault à « réunir, à des époques fixes, les représentants de la colonie pour prendre leur avis au sujet de questions touchant à leurs intérêts agricoles, industriels et commerciaux ».
Il est alors décidé de créer une Conférence consultative; sa première session s'ouvre en janvier 1891 dans une aile de la résidence générale. Y siègent les bureaux des chambres de commerce et d'agriculture et les vice-présidents français des municipalités des villes érigées en commune. Le 22 février 1896, on y ajoute des représentants des Français non commerçants ni agriculteurs (ouvriers, fonctionnaires, professions libérales, etc.). Le nombre de délégués s'élève alors à 37 (seize représentants des intérêts agricoles et commerciaux, deux représentants du syndicat des viticulteurs, quatre délégués du Nord, trois délégués du Sud et douze membres représentant les municipalités). Les délégués du Nord et du Sud sont élus au suffrage indirect. On élit des délégués (douze au Nord et sept au Sud) qui choisissent ceux d'entre eux qui siégeront à la Conférence. Ce mode de désignation permet au résident général de n'avoir que des notables pour interlocuteurs dont une bonne partie (vice-présidents des municipalités) est nommée par lui. Mais ceux-ci ne l'entendent pas ainsi et la plupart des sessions de la conférence sont l'occasion pour certains de répéter inlassablement deux revendications relayées par la presse : l'élection d'une assemblée au suffrage universel et la possibilité d'examiner voire de contrôler le budget. Ils finissent par être entendus.
Le 2 janvier 1905, il est décidé de réorganiser le mode de désignation des délégués qui sont désignés jusqu'alors ou choisis par les chambres de commerce. La Conférence est désormais élue au suffrage universel direct par les électeurs français scindés en huit circonscriptions électorales (Nord-Ouest, Bizerte, Tunis, Nord-Est, Centre-Est, Centre-Ouest, Sfax et Sud) et trois collèges : agricole, commercial qui accueille aussi les industriels et un troisième pour les personnes ne s'adonnant ni à l'agriculture ni au commerce. Chaque collège nomme quinze délégués pour un total de 45 élus à la Conférence consultative. La durée du mandat est de quatre ans.
Tous les hommes français, âgés d'au moins 21 ans, jouissent du droit de vote sous réserve d'être exempts de certaines condamnations et d'avoir deux ans de domicile en Tunisie. En 1914, par exemple, il y a 10 406 électeurs pour une population de 44 000 habitants.
Cette répartition des délégués en trois collèges permet aux agriculteurs d'être surreprésentés alors que leur proportion dans la population française ne cesse de décroître. En 1920, par exemple, ils disposent du tiers des délégués alors qu'ils ne représentent plus que 15,3 % de l'électorat.
À partir de 1898, les sessions se tiennent dans un bâtiment acheté par la résidence générale et situé à Tunis, au numéro 20 de l'avenue de Paris, et qui deviendra le « Palais des sociétés françaises ». Composé à l'origine d'un rez-de-chaussée et d'un étage, il est surélevé en 1907 lors de la création de la section tunisienne. Finalement, lorsque la décision est prise en 1910 de faire siéger les deux sections séparément, le deuxième étage sera utilisé par la section française pendant que la section tunisienne siègera un étage plus bas.

### Création de la section tunisienne (1907)
En 1906, les premières revendications tunisiennes se font entendre. Le 24 mars, Béchir Sfar réclame au résident général des réformes en faveur des « indigènes ». Devant la colère des représentants des grands propriétaires, connus sous le nom de « prépondérants », il est muté à Sousse mais son appel a été entendu.
Le décret beylical du 2 février 1907 donne satisfaction à une vieille revendication des délégués français : l'examen du budget de l'État. Mais il crée également une section tunisienne, consacrant l'une des revendications des Jeunes Tunisiens. Ses seize membres (quinze musulmans et un israélite) sont nommés à vie par le gouvernement qui les choisit parmi les notables conseillés par les contrôleurs civils, à raison de quatre pour Tunis dont celui de religion juive, et de deux pour Sousse. Les autres sont pris dans les principales villes ou régions sans cependant que toutes les tribus ou caïdats en soient dotés. Les Fraichiches, les Majeur, les Jlass, les Ouled Ayar, les Ouled Aoun, mais aussi Téboursouk et Djerba n'ont ainsi aucun délégué. Zaouche et ses amis qui réclamaient des élections pour désigner les délégués tunisiens protestent mais en vain. Certains des notables choisis ne parlent même pas le français, ce qui les handicape totalement pendant les débats. Zaouche dira d'eux en 1910 que « chaque année ces braves gens arrivaient à Tunis parfaitement documentés sur les besoins de leurs circonscriptions respectives mais une fois commencés les travaux de la Conférence, ils se sentirent complètement dépaysés et, ne pouvant suivre la discussion, voyaient arriver la fin de la session sans avoir pu placer un mot ».
Pendant trois ans, les sections indigène (seize délégués) et française (45 délégués) siégent ensemble mais c'est un échec. Les intérêts sont souvent contradictoires et rares sont les délégués bilingues. Il faut donc avoir recours à des interprètes, ce qui entraîne des problèmes de traduction. De plus, la plupart des délégués français n'ont pas digéré la création de cette section indigène qu'ils ont combattue de toutes leurs forces. Alors, ils s'opposent à toutes les mesures favorables aux autochtones, dont le dégrèvement de la mejba. Au fil des réunions, les rapports s'enveniment de plus en plus. Paul Lambert, délégué français resté en dehors du courant arabophone, déclare : « On sentait que ces honorables collègues — les délégués français — éprouvaient un malin plaisir à dire du mal des Arabes, à les tourner en ridicule, à faire rire les délégués français aux dépens des délégués indigènes. Franchement, on éprouvait un véritable malaise en entendant certaines attaques globales et par conséquent nullement justifiées ». À l'une des séances, les propos sont tellement violents que deux des trois délégués musulmans parlant le français quittent la salle « pour ne pas en entendre davantage »,.
C'est pourquoi, le 27 avril 1910, il est décidé que les deux sections siègent séparément. Il est institué un Conseil supérieur composé des ministres ou chefs de service et de six membres de la Conférence choisis par leurs pairs (trois Français et trois indigènes). À ce conseil de départager les deux sections en cas de divergences entre elles. Cette mesure réussit à calmer les esprits, surtout entre les deux fortes personnalités de l'assemblée : Abdeljelil Zaouche et Victor de Carnières, journaliste et porte-parole des colons français.
En 1911, le mandat des membres français est porté de quatre à six ans, ce qui favorise la constitution d'une véritable classe politique.
En 1912, un vœu signé par certains membres tunisiens de la Conférence (Zaouche, Élie Fitoussi, Mohamed Ben Mabrouk et Brahim Ben Zouari) demande que la Tunisie, arrivée à un certain degré de civilisation, soit en mesure d'élire ses représentants. Cette demande resurgit en 1920.

### Crise de 1920
L'évolution de la population française et les revendications nationalistes tunisiennes de plus en plus vigoureuses provoquent une crise de la Conférence consultative en 1920.
Les délégués français protestent contre le mode de scrutin qui accorde aux agriculteurs le tiers des délégués alors que leur proportion dans la population française est en constante diminution. Quatre d'entre eux démissionnent en novembre et, lors de la dernière session en décembre, vingt membres de la section française sur 45 quittent la séance car « ils considèrent que les pouvoirs actuels de l'assemblée sont inexistants ».
Quant à la section indigène, elle est travaillée par la contestation anti-coloniale qui se développe autour des Jeunes Tunisiens. Lors de la dernière session, sept de ses membres sur seize (délégués de Tunis, Sousse, Bizerte et Le Kef) déposent ce vœu :
« Considérant que depuis 1907, ils tiennent leur mandat de l'administration,

Considérant que de toutes les classes de la société tunisienne s'élèvent des protestations contre ce mode de désignation qui n'est plus en harmonie avec les aspirations de la population indigène,
Que cette dernière est unanime à demander aux pouvoirs publics une représentation élue et suffisante au sein des assemblées locales,
Considérant que devant ces manifestations populaires une sorte de discrédit s'attache aux noms et personnes des délégués indigènes qui souffrent dans leur dignité et dans leur considération et rend leur position délicate,
Considérant qu'en présence de cet état d'esprit les soussignés croient de leur devoir de rappeler respectueusement au gouvernement que le moment est venu de donner satisfaction à la population tunisienne et de lui marquer sa confiance en lui conférant par l'exercice des principes de l'élection le droit de choisir librement et directement ses mandataires,
Que ces derniers, issus du même mode de désignation que leurs collègues français, pourront alors poursuivre avec autorité et dignité une collaboration féconde avec l'administration du protectorat et travailler avec elle à assurer à la population un régime de légalité et de garantie que la France, toujours inspirée par ses nobles traditions, ne saurait refuser aux populations dont elle a la tutelle,
Émettent le vœu :

Que prenne fin le mandat à eux attribué par l'administration et que leurs successeurs soient désignés par le principe de l'élection. »

### Grand Conseil (1922-1951)

#### Nouvelle institution

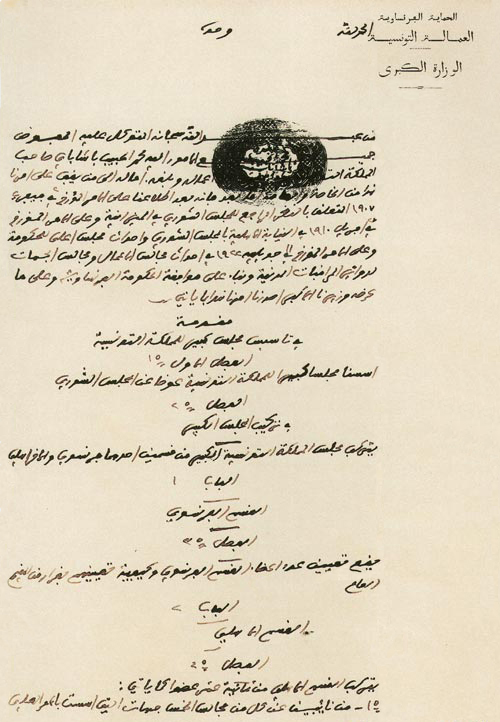
Document créant le Grand Conseil en 1922.

Afin de mettre un terme à cette crise, la Conférence consultative est remplacée par le Grand Conseil le 13 juillet 1922. Celui-ci est composé :
- d'une section française de 44 membres dont 21 représentants des grands intérêts économiques (industrie, commerce et agriculture) élus au suffrage indirect et 23 représentants de la colonie. Pour la désignation de ces derniers, le territoire est divisé en cinq régions : Bizerte (cinq délégués), Tunis (sept délégués), Le Kef (trois délégués), Sousse (quatre délégués) et Sfax (quatre délégués).
- d'une section indigène de 18 membres, soit deux pour chaque région, deux représentants (désignés) pour le Sud, plus les représentants des chambres de commerce et d'agriculture indigène (quatre membres) et deux israélites. Les première élections désignent M'hamed Chenik, Tahar Ben Ammar, Mohamed Badra, Mohamed Tlatli, Sadok Tlatli et Victor Bessis.

En principe, les deux sections délibèrent séparément : la section française présidée par le résident général et la section indigène présidée par le délégué à la résidence. Une commission arbitrale du Grand Conseil est aussi créée pour arbitrer les différends entre les sections française et indigène. Elle se compose de sept membres de la section française, de sept membres de la section indigène et de sept ou huit hauts fonctionnaires délibérant en commun sous la présidence du résident général.
Pour la section française, les élections se font au suffrage universel et au scrutin de liste avec la faculté de panacher en prenant des noms sur différentes listes. Les élections des délégués tunisiens musulmans sont moins simples mais présentent une réelle avancée par rapport aux désignations de 1907 : les dix représentants des régions sont élus par les notables mais les délégués des chambres de commerce et d'agriculture sont élus sur des listes validées par l'administration après avoir été purgées de la moitié ou des trois-quarts des candidats. De plus, le vote n'est pas secret : chaque électeur doit s'exprimer oralement devant deux notaires. Les israélites sont les seuls à pouvoir élire leurs représentants au suffrage direct et à bulletins secrets.
Ce mode électoral discriminatoire fait l'unanimité contre lui dans la presse nationaliste et communiste. Seuls les riches propriétaires sont représentés, les ouvriers et les intellectuels étant bannis de l'électorat. L'administration garde la main sur les listes électorales et les Tunisiens ne représentent que 29 % des délégués (contre 26 % auparavant) alors qu'ils sont largement majoritaires dans le pays.
Concernant les attributions du Grand Conseil, l'avancée est significative puisque les délégués ne sont plus seulement autorisés à examiner le budget de la régence mais peuvent également le modifier. La résidence générale est maintenant contrainte d'obtenir l'aval de l'assemblée pour contracter un emprunt et ne peut passer outre un avis identique donné par les deux sections.
Intervenue après la crise d'avril 1922, cette réforme vise à apporter une réponse minimale aux revendications du Destour mais le mode de désignation des délégués permet de s'assurer de leur loyalisme à l'égard du protectorat. Les destouriens apportent toutefois leur soutien aux candidatures d'Abdelaziz El Sghair El Béji du Kef et de Sadok Ben Brahim. Mais ce dernier n'est pas élu, les électeurs lui préférant M'hamed Chenik.

#### Réformes successives
Il faut attendre six ans pour que ces critiques soient entendues. En 1928, la perte d'influence du Destour rassure le gouvernement du protectorat qui autorise les diplômés à se porter candidats au suffrage indirect. Le nombre de délégués tunisiens passe à 26 mais reste toujours largement minoritaire (33 %). Quant à la section française, elle passe de 44 à 52 membres. L'administration veut satisfaire ceux qui se plaignent de l'importance du nombre des délégués issus des chambres économiques. On augmente donc le nombre d'élus au suffrage universel.
Une nouvelle réforme a lieu le 6 janvier 1934. Le nombre d'élus tunisiens au suffrage direct passe de dix à 19. La section tunisienne passe dans le même temps à 41 membres (42 %) dont quatre israélites contre 56 pour la section française.
Le 21 novembre 1940, les sessions du Grand Conseil sont suspendues. Ses attributions sont alors exercées par le résident général assisté par un comité consultatif de cinq membres français et cinq membres tunisiens (Chenik, Ben Ammar, Albert Bessis, Ahmed Acacha et Abderrahmane El Louze).
Le 3 juin 1943, le Grand Conseil est rétabli puis complètement remanié le 15 septembre 1945. Les deux sections sont maintenant en nombre égal à 53 délégués chacune. Mais les élections se font toujours au suffrage indirect pour les Tunisiens musulmans : les élus dans les circonscriptions électorales se réunissent pour désigner ceux qui siègeront au Grand Conseil. Par ailleurs, le suffrage n'est toujours pas universel car seuls les Tunisiens payant des impôts, ayant un diplôme ou ayant fait leur service militaire peuvent voter. Le vote est également interdit à tous ceux ayant été condamnés ou internés, ce qui représente beaucoup de monde après les manifestations des années 1930. Enfin, le vote secret n'est toujours pas exigé.
Malgré toutes ces restrictions, ces élections marquent un énorme progrès par rapport au passé. Mais ces évolutions arrivent bien tard dans un pays où les idées nationalistes se sont largement imposées et où la France est complètement déconsidérée après l'invasion de la métropole en juin 1940 et l'occupation de la Tunisie entre novembre 1942 et mai 1943. Ce mécontentement est visible à Tunis où 28 % des suffrages sont blancs.
Le mandat des délégués arrivant à échéance le 1er décembre 1951, l'organisation des élections devant renouveler la composition du Grand Conseil est l'occasion d'un bras de fer entre le résident général Louis Périllier, qui tient à respecter les délais, et M'hamed Chenik, grand vizir depuis le 17 août 1950, qui refuse des convoquer les électeurs tunisiens tant que ses demandes de réforme instaurant l'autonomie interne de la Tunisie n'ont pas été satisfaites. La fin de non-recevoir transmise par le gouvernement français à ses demandes confirme le blocage du processus électoral. Le 9 décembre 1951, le Grand Conseil se réunit pour la dernière fois. L'aggravation de la situation en Tunisie en janvier 1952 entraîne sa suspension jusqu'en 1954.

### Assemblée tunisienne (1954)
Le 4 mars 1954, une dernière tentative du gouvernement du protectorat d'instituer une Assemblée tunisienne a lieu, mais il est toujours prévu d'élire les délégués tunisiens au suffrage indirect et la section française a toujours un pouvoir de blocage. Quant aux attributions de cette assemblée toujours consultative, elle déçoit les Tunisiens qui veulent pouvoir décider de leur avenir et n'acceptent plus la mainmise d'une population française qui ne représente que le dixième de la population du pays. L'insécurité empêche la tenue des élections.

## De l'examen du budget aux revendications nationales
Nazli Hafsia, juriste, écrit à propos de la Conférence consultative que par « ce canal, si limité et hybride soit-il, les Tunisiens intervenaient directement et au plus haut niveau à la gestion et [ainsi] à l'évolution du pays dans son ensemble : le décret du 2 février 1907 stipule en effet dans ses considérants : 
« Désireux de nous entourer, pour l'établissement du budget général de l'État, des avis des représentants élus de la colonie française et des délégués choisis parmi les notables de nos sujets... »
 Or, le budget de l'État est le plan annuel, prévisionnel, du pays. Les recettes du budget sont autant de charges du contribuable tunisien et ses dépenses définissent les services publics et l'évolution des différents secteurs socio-économiques du pays. Être admis à discuter du budget, même à titre consultatif, est donc une participation essentielle à la gestion et à l'évolution de la chose publique, tant en amont quant aux prévisions qu'en aval quant au contrôle de l'exécutif. Le budget de l'État figure donc la volonté réelle, précise, de l'État. Il est à cet égard, déterminant pour la vie nationale ».

## Représentativité tunisienne

### Nationalisme et Conférence consultative
Le mode de désignation des délégués tunisiens semble être une garantie pour le gouvernement de pouvoir choisir des personnalités accommodantes. C'est pourquoi la Conférence a très vite la réputation de réunir des béni-oui-oui. Pourtant, beaucoup de cadres du combat nationaliste sont sortis de cette arène.
Le premier cas emblématique est celui d'El Hadj Saïd Ben Abdelattif. Délégué dans la section indigène, il trouve la mort en 1915 dans le Sud tunisien en combattant face à l'armée française.
En décembre 1920, sept délégués sur seize démissionnent en réclamant des élections. L'un d'eux, Abderrahmane Lazzem, va au bout de ses convictions en faisant partie de la seconde délégation du Destour qui se rend à Paris, emmenée par Tahar Ben Ammar, pour présenter les revendications tunisiennes au président du Conseil Georges Leygues.
La réforme du Grand Conseil, avec les premières élections, voit apparaître des personnalités indissociables de la lutte pour l'indépendance :
- Tahar Ben Ammar, signataire du protocole d'Indépendance ;
- M'hamed Chenik, ministre de Moncef Bey (1943) et de Lamine Bey (1950-1952) ;
- Aziz Djellouli, ministre de Moncef Bey, négociateur en chef des conventions d'autonomie en 1955 ;
- Albert Bessis, ministre du gouvernement Ben Ammar (1955-1956).

Cette évolution est particulièrement marquée lors des élections de 1945. L'administration recense alors onze représentants de tendance nationaliste susceptibles de se rallier souvent aux vues du gouvernement et cinq autres de tendances franchement nationalistes susceptibles de constituer une opposition systématique. Les opposants les plus en vue sont Chadly Rhaïem de Béja, Mahmoud Yassine de Souk El Arba et Yahia Hamrouni de Gabès. L'accession d'éléments dont la loyauté n'est pas assurée montre que les autorités du protectorat semblent respecter les résultats du scrutin. Elles n'interviennent pas non plus pour changer les résultats du scrutin pendant les élections consulaires postérieures.

### Abdeljelil Zaouche à la Conférence consultative

#### Désaccord au sein des Jeunes Tunisiens (1906)
La première tâche des Jeunes Tunisiens est d'énoncer un programme qui est construit ensemble puis énoncé par chacun : 
- Béchir Sfar à l'asile de la Takiya le 24 mars 1906 ;
- Ali Bach Hamba dans le journal Le Tunisien (« Notre Programme » dans le premier numéro paru le 7 février 1907 soit quelques jours après le décret beylical consacrant la section tunisienne) ;
- Abdeljelil Zaouche à la première séance mixte de la Conférence consultative. Zaouche est par ailleurs désigné avec deux autres Tunisiens comme représentant de la région de Tunis et élu par les délégués tunisiens à la commission des finances. La section tunisienne compte au total seize membres.

La désignation de Zaouche à la Conférence consultative et sa participation marque la première scission au sein du mouvement des Jeunes Tunisiens entre Zaouche et Bach Hamba (par ailleurs beaux-frères). Non seulement le choix du bey agace ce dernier mais cette charge doit, selon Bach Hamba, faire l'objet d'élections. Zaouche écrit lui-même dans son rapport de novembre 1910 : 
« Il est possible que, malgré notre désir de bien faire, nous n'ayons pas toujours eu la notion exacte des besoins ou des aspirations de la population que nous représentions. Notre excuse, s'il en était ainsi, serait dans le fait même que nous n'étions pas à proprement parler des mandataires... Le gouvernement du protectorat pourrait traiter les affaires du pays avec les représentants [élus] de la population indigène, tout au moins de la partie éclairée, dont les avis auraient certes plus de poids que ceux de seize homme pleins de bonne volonté sans doute mais en somme ne représentant qu'eux-mêmes... La Tunisie est arrivée à un degré de civilisation suffisant pour permettre à beaucoup de ses enfants de désigner ceux qu'ils jugent les mieux qualifiés pour défendre les intérêts de la collectivité. Depuis longtemps d'ailleurs, et même dans les villages les plus reculés, les cheikhs sont élus par les notables. À Tunis, les conseillers municipaux l'étaient jadis. Nous concevons parfaitement qu'on ne saurait, du jour au lendemain, établir en Tunisie le suffrage universel, la masse certes n'y est pas préparée. Mais on pourrait instituer une sorte de cens qui comprendrait tous les indigènes majeurs sachant lire et écrire soit en arabe soit en français. Le rôle des membres indigènes de la Conférence consultative serait sinon plus enviable, du moins plus aisé à remplir, si au lieu de tenir les pouvoirs de l'administration, ils les tenaient de leurs pairs. Leurs votes auraient un sens qu'ils ne sauraient avoir aujourd'hui. »
 La colonie française s'oppose régulièrement à ces revendications.

#### Zaouche ou l'État service public
Pour Abdeljelil Zaouche, la participation à la Conférence consultative est une occasion de faire entendre la voix tunisienne. Il s'infiltre donc dans cette brèche qui s'ouvre aux Tunisiens. Dans la biographie qu'elle lui consacre, Nazli Hafsia écrit : 
« Car il apparaît à l'expérience que la perfection engendre l'immobilisme dans les actions humaines. Ce n'est semble-t-il que dans l'imperfection et les contraintes que les esprits sont stimulés. Ils donneront au cadre offert, quelles que soient son étroitesse, la fausseté de son caractère politique, son imperfection congénitale, un sens et un pouvoir que les textes, l'ayant créé et organisé, ne prévoyaient guère [...] À cet égard, ce pseudo parlement qu'est la Conférence consultative va évoluer en pratique en tendant d'une part à affirmer de plus en plus fort la présence de la voix tunisienne qui d'avis consultatif s'imposera à la tutelle française. D'autre part, on assiste, à la lecture des procès-verbaux des diverses séances, au débordement des champs abordés et discutés : c'est que le budget, par sa nature même, implique tous les aspects et problèmes de la politique générale même dans le cadre traditionnel d'un budget de gestion et, au terme de l'année, comptes sont demandés aux gouvernants. »
 Parmi les questions abordées à la Conférence consultative par Zaouche figurent celles de :
- l'unité de l'entité nationale et l'égalité de tous ses membres devant la loi et le service public
- la protection de la nationalité tunisienne agressée selon lui par les nouvelles dispositions françaises (notamment la naturalisation des israélites et le dessaisissement du tribunal de l'ouzara)
- la modernisation et l'assise solide à construire pour une justice viable et indépendante
- l'allégement de la charge fiscale qui grève les classes démunies

On assiste donc avec les Jeunes Tunisiens à la naissance de l'« État service public » conçu non seulement comme gestionnaire des prestations publiques classiques mais surtout comme promoteur d'une société moderne, active et avant tout instruite : « La section tunisienne ne peut accepter une diminution dans les crédits de l'enseignement pour les travaux de routes » (propos tenus par Zaouche en 1913). Ce programme d'action porte sur trois secteurs vitaux : l'enseignement, la justice et la fiscalité. Il assure que « tant dans les discussions que dans leurs rapports avec leurs collègues français, ils sauront « apporter la courtoisie et la modération qui siaient à une réunion d'hommes désintéressés, n'ayant d'autres préoccupations que celle du bien public. Ni haine ni passion, telle sera notre devise ».

#### Premières passes d'armes à la Conférence
Résumant la réponse de Zaouche à l'allocution de bienvenue du résident général Gabriel Alapetite, Marie Dauphin rapporte avec quelle « défiance » les Arabes se présentent à cette séance : 
« Mais le secrétaire indigène Abdeljelil Zaouche y répond très froidement dans une allocution où il s'empresse de tracer le programme des revendications de ses coreligionnaires : enseignement franco-arabe, justice modernisée, réformes fiscales. Il aborde donc immédiatement au cours de cette première séance, la question de l'enseignement, celle de l'admission des Tunisiens aux chambres de commerce l'année suivante. Leurs collègues français, qui avaient protesté contre l'adjonction de ceux-ci à leurs réunions, entamèrent le débat avec le ferme propos de se refuser à toutes réformes proposées dans l'intérêt des musulmans. »
 Le veto est entériné. La question revint donc devant la conférence, poursuit Marie Dauphin, mais elle se pose maintenant sous un autre aspect : 
« Puisqu'il faut en accorder un, quelle sorte d'enseignement donner aux indigènes ? M. Zaouche déposa une motion en faveur de l'enseignement franco-arabe qui fut repoussée. Les écoles seront donc spéciales aux musulmans mais, de plus, l'instruction se servira aussi de méthodes particulières car, en 1908, l'assemblée se prononça pour eux en faveur d'un enseignement professionnel, surtout agricole, et complété par l'institution de jardins scolaires dans les écoles rurales. »
Abdeljellil Zaouche quitte la Conférence consultative en 1917 à l'occasion de sa nomination au poste de caïd de Sousse où il prend la succession de Béchir Sfar qui vient de décéder. Il est en effet interdit de cumuler ce poste avec la fonction de délégué.